# 塞雷斯科 (密歇根州)
塞雷斯科（英語：Ceresco）是位於美國密歇根州卡爾霍恩縣的一個非建制地區。

## 地理
塞雷斯科所處的海拔為高於海平面273米（即896英呎），而該地所採用的時區為UTC-5，即北美东部時區（EST）。同時該地設有夏令時間，為UTC-5調快一小時，即UTC-4（EDT）。